# Sam Huff
Sam Huff (4 de outubro de 1934 – 13 de novembro de 2021) foi um jogador de futebol americano estadunidense que conquistou a temporada da NFL de 1956, jogando pelo New York Giants.
Em 1982, foi introduzido ao Pro Football Hall of Fame.

## Morte
Huff morreu em 13 de novembro de 2021, aos 87 anos de idade, em um hospital de Winchester.